# Hoofdklasse schaken 1967/68
In het Hoofdklasse-seizoen 1967/68 werd gestreden door acht teams van schaakverenigingen om het landskampioenschap van Nederland. Schaakvereniging Rotterdam werd voor de tweede maal in haar historie landskampioen.
Vanuit de Eerste Klasse 1966/67 waren Schaakclub Watergraafsmeer en Schaakvereniging Charlois gepromoveerd. Zij wisten zich op het hoogste niveau te handhaven.
Opzienbarend was de degradatie van de Amsterdamsche Schaakclub. Die club had ruim een halve eeuw doorgebracht op het hoogste niveau van Nederland en werd tien maal landskampioen, voor de laatste keer in seizoen 1963/64. De laatste jaren kampte ASC met ledenverlies en kon geen talentvolle jeugdspelers aantrekken. Het team, met topschakers als Coen Zuidema, Lodewijk Prins, Johan Barendregt en Constant Orbaan, had daardoor geen sterke aanvulling, hetgeen leidde tot degradatie. Constant Orbaan schreef in het Algemeen Handelsblad dat de vereniging "ten dode gedoemd [zal] zijn of op een of andere manier [zal] moeten fuseren." Zijn voorspelling kwam uit, want later in 1968 fuseerde de ASC met het Vereenigd Amsterdamsch Schaakgenootschap. Deze verenigingen hadden een stukje geschiedenis gemeen, omdat zij tot het jaar daarvoor het Amsterdamsche Schaakhuis als clublokaal deelden. De fusieclub kreeg de naam VAS/ASC. De toevoeging ASC is later weer verdwenen.

## Eindstand
| #   | Team                | MP | BP  | 1. | 2. | 3. | 4. | 5. | 6. | 7. | 8. |
| --- | ------------------- | -- | --- | -- | -- | -- | -- | -- | -- | -- | -- |
| 01. | Rotterdam           | 10 | 42½ | -- | 8½ | 6  | 7  | 6½ | 4½ | 5  | 5  |
| 02. | VAS                 | 9  | 35½ | 1½ | -- | 4½ | 7  | 5  | 6  | 5½ | 6  |
| 03. | Philidor Leiden     | 8  | 39  | 4  | 5½ | -- | 8  | 7  | 4½ | 5½ | 4½ |
| 04. | Watergraafsmeer     | 7  | 31½ | 3  | 3  | 2  | -- | 5  | 6  | 7  | 5½ |
| 05. | Philidor Leeuwarden | 6  | 32½ | 3½ | 5  | 3  | 5  | -- | 5½ | 3  | 7½ |
| 06. | Charlois            | 6  | 31½ | 5½ | 4  | 5½ | 4  | 4½ | -- | 2  | 6  |
| 07. | Utrecht             | 5  | 36½ | 5  | 4½ | 4½ | 3  | 7  | 8  | -- | 4½ |
| 08. | ASC                 | 5  | 31  | 5  | 4  | 5½ | 4½ | 2½ | 4  | 5½ | -- |

### Legenda
|  | Landskampioen |
|  | Degradant     |

Eerste klasse

1920/21 · 1921/22 · 1922/23 · 1923/24 · 1924/25 · 1925/26 · 1926/27 · 1927/28 · 1928/29 · 1929/30 · 1930/31 · 1931/32 · 1932/33 · 1933/34 · 1934/35 · 1935/36 · 1936/37 · 1937/38 · 1938/39 · 1939/40 · 1940/41 · 1941/42
Hoofdklasse

1942/43 · 1943/44 · 1944/45 · 1945/46 · 1946/47 · 1947/48 · 
1948/49 · 1949/50 · 1950/51 · 1951/52 · 1952/53 · 1953/54 · 1954/55 · 1955/56 · 1956/57 · 1957/58 · 1958/59 · 1959/60 · 1960/61 · 1961/62 · 1962/63 · 1963/64 · 1964/65 · 1965/66 · 1966/67 · 1967/68 · 1968/69 · 1969/70 · 1970/71 · 1971/72 · 1972/73 · 1973/74 · 1974/75 · 1975/76 · 1976/77 · 1977/78 · 1978/79 · 1979/80 · 1980/81 · 1981/82 · 1982/83 · 1983/84 · 1984/85 · 1985/86 · 1986/87 · 1987/88 · 1988/89 · 1990/91 · 1991/92 · 1992/93 · 1993/94 · 1994/95 · 1995/96
Meesterklasse

1996/97 · 1997/98 · 1998/99 · 1999/00 · 2000/01 · 2001/02 · 2002/03 · 2003/04 · 2004/05 · 2005/06 · 2006/07 · 2007/08 · 2008/09 · 2009/10 · 2010/11 · 2011/12 · 2012/13 · 2013/14 · 2014/15 · 2015/16 · 2016/17 · 2017/18· 2018/19 · 2019/20 · 2020/21 · 2021/22 · 2022/23 · 2023/24 · 2024/25